# METKA

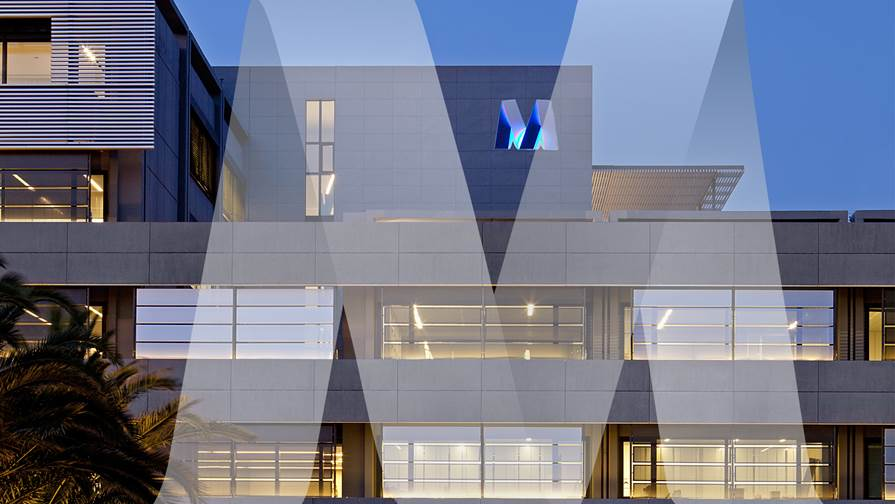

METKA est l'unité commerciale de MYTILINEOS S.A. qui entreprend des projets à grande échelle, dans les secteurs de l’énergie, de l’infrastructure et de la défense.
Le secteur d’activité principal de METKA est la construction de grandes centrales électriques, surtout de centrales électriques à cycle combiné, à haut rendement. METKA possède aussi des installations de fabrication industrielle importantes, ce qui lui permet de produire des équipements mécaniques, des fabrications et des machines spécialisés, utilisés dans des applications industrielles et de défense. 
METKA est également classée dans la catégorie la plus élevée des entreprises de construction de grands projets de travaux publics en Grèce.

## Historique

### 1962-1981
METKA a été fondée en 1962 par la Banque Hellénique de Développement Industriel dans la ville portuaire de Volos, en Grèce Centrale. 
En 1964, l’usine de fabrication de constructions métalliques de METKA a commencé à fonctionner, opérant surtout dans le secteur de la construction de projets métalliques et mécaniques à grande échelle et complexité. 
En 1971, METKA a été privatisée et en 1973, ses actions ont été cotées à la Bourse d’Athènes, une initiative suivie par des acquisitions qui ont permis à METKA de devenir une entreprise de construction de projets à grande échelle. METKA réalise ses premiers projets internationaux. 

### 1980-1998
En 1980, METKA a absorbé l’entreprise de construction technique TECHNOM S.A., obtenant ainsi la capacité de construire et d’assembler des pièces à un niveau industrialisé et l’aptitude à entreprendre et à réaliser des travaux publics à grande échelle.  
En 1989, l’acquisition de l’ « Industrie Hellénique de Traitement d’Acier » (Servisteel) a suivi ; en utilisant l’équipement moderne automatique de cette dernière, METKA a pu commencer à industrialiser les travaux métalliques (minage, coupage, forage).
Après 39 années consécutives d’opération, METKA s’ouvre à de nouveaux secteurs d’activité, comme l’énergie, la défense, les sources d'énergie renouvelables, les exportations et les raffineries.  

### 1998-2009
Pendant la période de juillet 1998 jusqu’à janvier 1999, Mytilineos Holdings S.A.] a graduellement acquis une participation de contrôle dans l’entreprise et au début de 1999, l’acquisition a été officiellement conclue. 
En décembre 1999, METKA a procédé à l’acquisition d’une participation de 40 % d’EKME. La société entreprend surtout l’étude et la construction d’unités de centrales de production d'électricité, ainsi que d’usines pétrochimiques.
En 2006, METKA acquiert ELEMKA, une société spécialisée dans les applications de génie civil. 

### 2009 - 2014
En 2009, Power Projects Limited, filiale de METKA, est fondée en Turquie.
En 2012, METKA ouvre un Bureau de Représentation en Algérie et développe une série de projets dans le domaine de l’énergie, en particulier avec des unités de production d’énergie mobiles, sur la base de l’exécution rapide.

### 2015 - 2017
En 2015, METKA crée un nouveau Bureau de Représentation au Ghana, dans le cadre de la priorité stratégique accordée par l’entreprise aux marchés africains et à leurs besoins énergétiques en pleine augmentation. 
Aussi en 2015, METKA établit la nouvelle filiale METKA EGN, comme résultat du partenariat avec le Groupe EGNATIA, visant à renforcer davantage le portefeuille d’activités de l’entreprise, ainsi que son positionnement dans le marché de l’énergie solaire, qui est en croissance rapide.
- 2017 Formation d’un partenariat stratégique avec International Power Supply (IPS), fabricant du système primé d’électricité hors réseau (off-grid), Exeron.

- En 2017, METKA crée un nouveau Bureau de Représentation au Nigeria.

Opérations
Les bureaux principaux de METKA se trouvent à Athènes, en Grèce, tandis que les activités de la société s’étendent dans plusieurs pays du Moyen-Orient et de l’Afrique. L’entreprise possède des installations industrielles dans la ville de Volos. 
METKA dirige surtout ses efforts vers les besoins des clients et des marchés internationaux, notamment d’Europe, du Moyen-Orient et d’Afrique.  